# Westergate
Westergate – wieś w Anglii, w hrabstwie West Sussex. Leży 6,2 km od miasta Bognor Regis, 7,7 km od miasta Chichester i 85,4 km od Londynu. W 2015 miejscowość liczyła 9968 mieszkańców. W latach 1870–1872 miejscowość liczyła 260 mieszkańców.